# Escut de Bolívia
L'escut de Bolívia, amb el seu disseny actual, data de l'aprovat el 14 de juliol del 1888, que fou modificat el 21 de juliol del 2004. Segons el Decret Superior núm. 27.630 d'aquesta darrera data, es defineix de la manera següent:
«L'Escut Nacional de Bolívia és de forma el·líptica. A la part superior porta un sol ixent que apareix darrere la muntanya de Potosí amb el celatge de l'alba. Al centre, el Cerro Rico de Potosí i el Cerro Menor. A la part superior del Cerro Menor, la capella del Sagrat Cor de Jesús. A la part inferior esquerra del conjunt format pels turons, una llama blanca. A la dreta, un feix de blat i una palmera. Al voltant, l'oval de color blau amb un filet interior de color daurat. A la meitat superior de l'oval la inscripció BOLIVIA en lletres d'or i en majúscules. A la meitat inferior de l'oval deu estrelles de cinc puntes d'or. A cada costat, tres pavellons (banderes nacionals), un canó, dos fusells, una destral a la dreta i la gorra de la llibertat a l'esquerra. Remata l'Escut el còndor dels Andes en actitud d'aixecar el vol. Darrere del còndor, dos rams entrellaçats de llorer i d'olivera. El llorer a l'esquerra i l'olivera a la dreta fent una corona. Quan pertoqui, el camp exterior a l'Escut serà blau perla.» 
L'escut apareix al centre de la bandera boliviana.

## Simbolisme
L'escut presenta elements del paisatge bolivià com les muntanyes de Potosí, amb el Cerro Rico, on hi hagué una de les mines d'argent més riques del món, símbol de la riquesa mineral del país, i el Cerro Menor, amb la capella al capdamunt. La riquesa dels recursos naturals està representada per la llama (fauna), el blat (agricultura) i la palmera (flora). El sol ixent i els colors de l'alba simbolitzen el naixement i l'esplendor del país.
La bordura té deu estrelles al·lusives als diversos departaments bolivians, que inclouen els nou actuals i el del Litoral, ocupat per Xile el 1879; el color blau de la bordura oval també recorda el Litoral Cautivo. Les armes al·ludeixen a la lluita per la independència. La destral és l'autoritat i la justícia, i el barret frigi és el símbol de la llibertat; el llorer és el triomf i la glòria després de la guerra, i l'olivera la pau. El còndor és l'ocell nacional bolivià i simbolitza la recerca constant de nous horitzons.

## Història
El primer escut bolivià data del 17 d'agost de 1825, durant el govern de Simón Bolívar. Era quarterat, amb la representació a cada quarter de cinc estrelles (pels departaments existents aleshores), un arbre del pa, una alpaca i el Cerro Rico respectivament. El coronaven un barret frigi i una cinta amb el nom de REPÚBLICA BOLÍVAR sostinguda per dos genis o fades.
El 25 de juliol del 1826, sota la presidència d'Antonio José de Sucre, es va aprovar un nou escut amb un disseny semblant a l'actual: ovalat, amb un paisatge central on s'incloïen el Cerro Rico, l'alpaca i l'arbre del pa (juntament amb el feix de blat i la Casa de Moneda), i a la bordura sis estrelles (s'havia creat un nou departament) i la inscripció REPÚBLICA BOLIVIANA. Tot al voltant, les banderes, els canons, els fusells, una destral i la gorra frígia.
El 1888 s'aprova un nou escut molt semblant a l'actual, amb l'única diferència de la presència de l'alpaca marró en comptes de la llama blanca, l'arbre del pa en comptes de la palmera, i la Casa de Moneda en comptes del Cerro Menor amb la capella, modificacions que es van dur a terme el 2004.

Escut de 1825
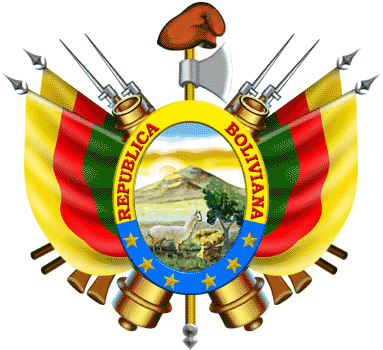
Escut de 1826